# 선종 5가
선종 5가(禪宗 5家)는 중국 당나라 때 만들어진 불교의 다섯 종파를 말한다.
남종선의 회양(懷讓: 677~744)의 계통에 백장회해(百丈懷海: 749~814)가 선원에 있어서의 집단생활의 규범이 되는, 후대에 《백장청규(百丈淸規)》라고 불린, 청규(淸規)를 만들었다. 그리고 이 계통에서 임제의현(臨濟義玄: ？~867)을 시조로 하는 임제종(臨濟宗)과 위산영우(潙山靈祐: 771~853)와 앙산혜적(仰山慧寂: 815~891)의 두 선승을 시조로 하는 위앙종(潙仰宗)이 성립했다.
남종선의 행사(行思: ?~740)의 계통에서는 동산양개(洞山良价: 807~869)와 조산본적(曹山本寂: 839~901)의 두 선승을 시조로 하는 조동종(曹洞宗), 운문문언(雲門文偃: ?~949)을 시조로 하는 운문종(雲門宗), 그리고 법안문익(法眼文益: 885~958)을 시조로 하는 법안종(法眼宗)이 성립되었다.
이로써 5대에 걸쳐서 위앙종(潙仰宗) · 임제종(臨濟宗) · 조동종(曹洞宗) · 운문종(雲門宗) · 법안종(法眼宗)의 5가(五家) 또는 선가 5종(禪家五宗)이 성립되었다.
후에 임제종에서 갈라진 황룡혜남(黃龍慧南: 1002~1069)의 황룡파(黃龍派)와 양기방회(楊岐方會)의 양기파(楊岐派: 996~1046)의 두 파를 더하여 오가칠종(五家七宗)이라고 부르게 되었다.
오가칠종으로 분화 · 발전한 남종선은 정토교(淨土敎)와 함께 송나라(960~1279) 시대 이후 불교의 주류를 이루었다. 특히 임제종이 중심이 되었으며 이윽고 선정쌍수(禪淨雙修: 선종과 정토교의 수행을 함께 하다, 즉 참선과 염불 수행을 함께 하다)의 길로 들어섰다.

## 같이 보기
- 선 (불교)